# Liivaranna
Koordinaten: 58° 34′ N, 22° 22′ O
Liivaranna ist ein Dorf (estnisch küla) auf der größten estnischen Insel Saaremaa. Es gehört zur Landgemeinde Saaremaa (bis 2017: Landgemeinde Mustjala) im Kreis Saare. Bis zur Neugründung der Landgemeinde Saaremaa hieß der Ort „Liiva“ und wurde umbenannt, um sich von Liiva zu unterscheiden, da beide nun in derselben Landgemeinde liegen.
Das Dorf hat 14 Einwohner (Stand 31. Dezember 2011). Es liegt auf der gleichnamigen Landspitze (Liiva neem).